# Université Judson
L’Université Judson (en anglais : Judson University) est une université privée baptiste, située à Elgin (Illinois) en banlieue de Chicago, aux États-Unis. Elle est affiliée aux Églises baptistes américaines USA.

## Histoire
L'université a ses origines dans la fondation du Northern Baptist Theological Seminary en 1913 par la Second Baptist Church de Chicago . En 1920, le département collégial a été fondé . En 1963, il est devenu autonome du séminaire et a déménagé à Elgin (Illinois) . Il prend le nom de Judson College, en l’honneur de Adoniram Judson, le premier missionnaire baptiste américain. En 2007, il est devenu une université.
Pour l'année 2020-2021, elle comptait 1,173 étudiants.

## Affiliations
Elle est affiliée aux Églises baptistes américaines USA .

## Campus

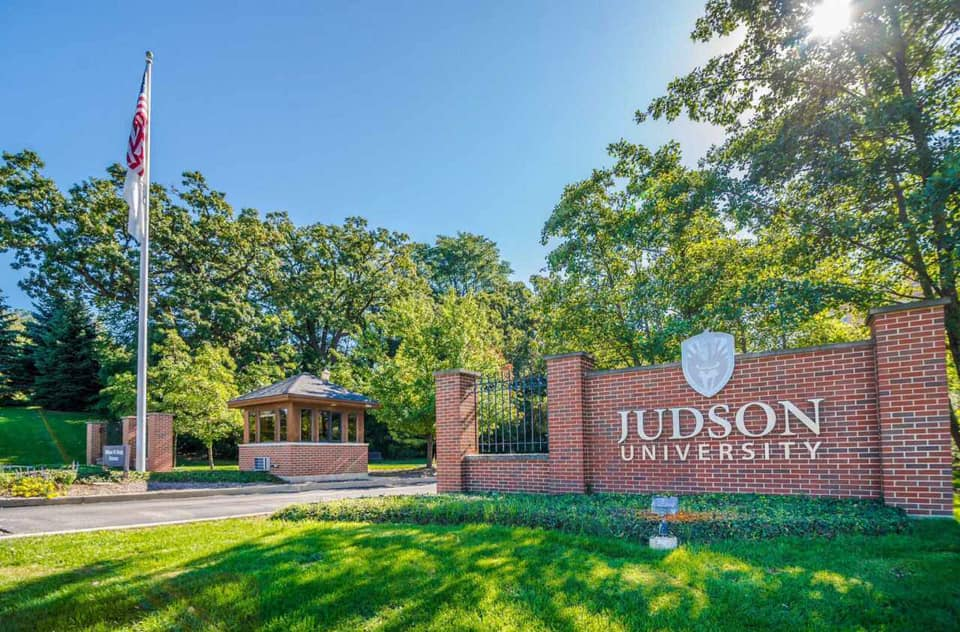
Entrée
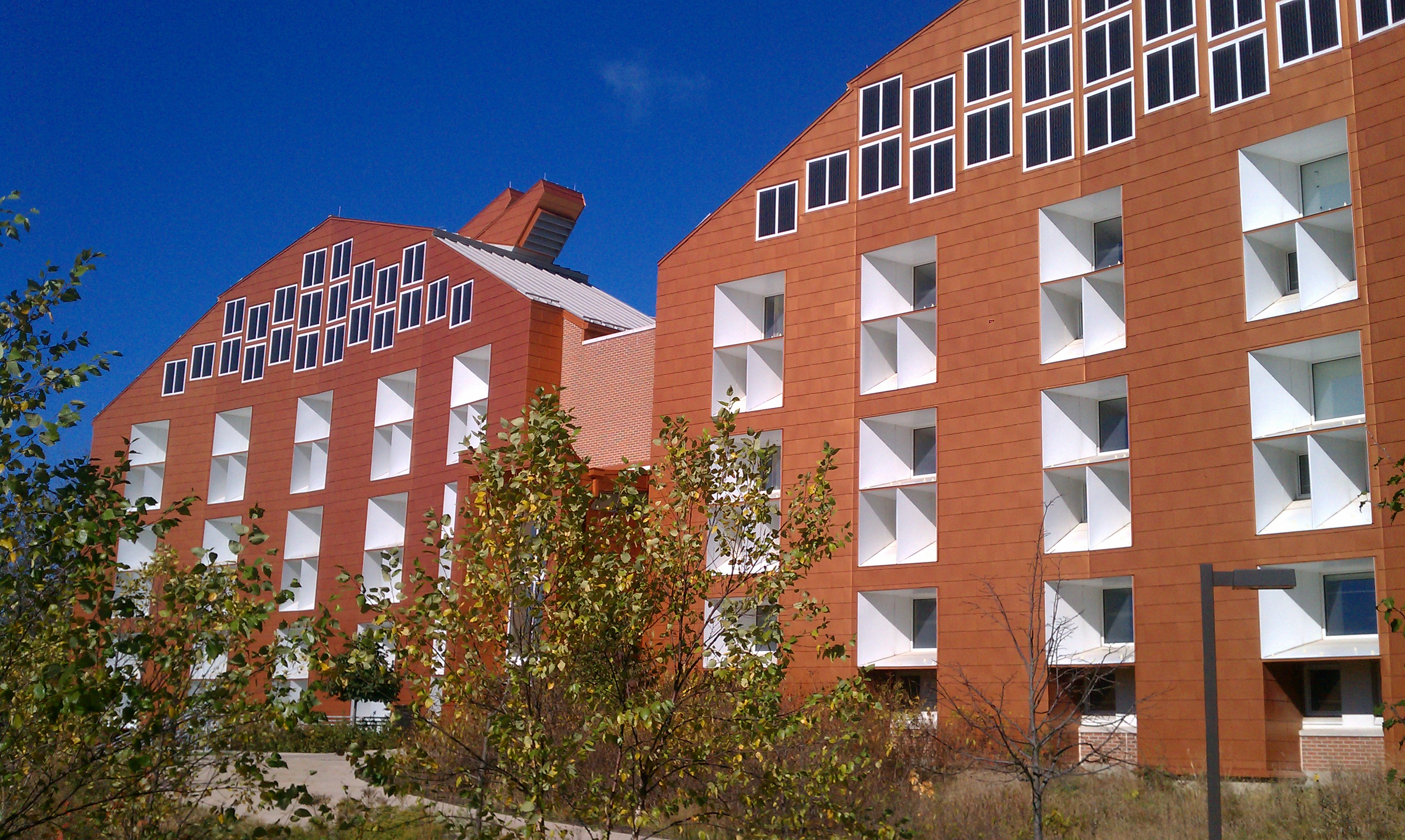
Harm A. Weber Academic Center
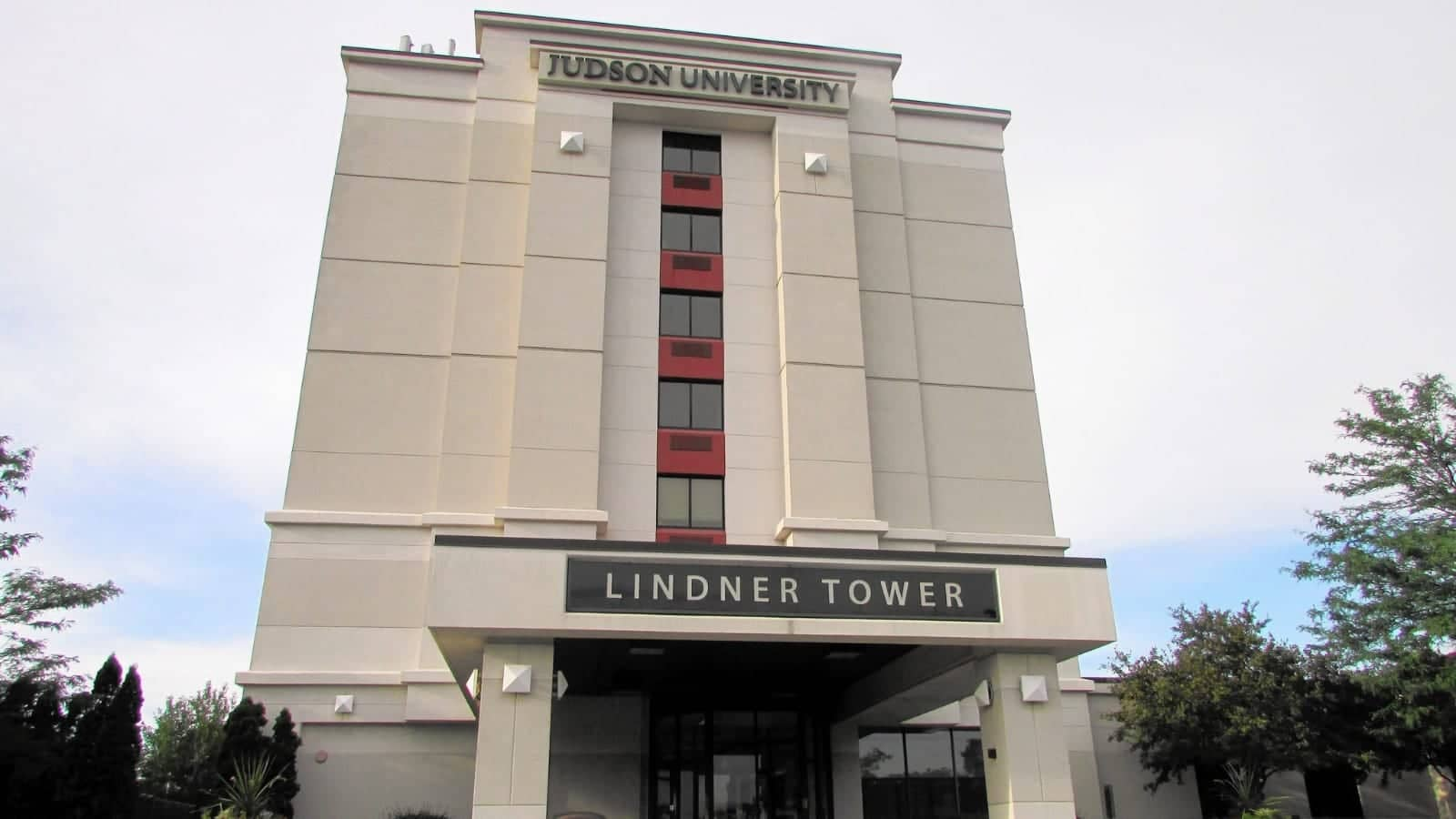
Lindner Tower, Conference center